# Jetta Umiker
Giulia (Giulietta of Jetta) Umiker (Milaan, 26 december 1897 – Territet (bij Montreux), 15 maart 1987) was een Zwitserse katholieke vrouw met artistieke inspiraties. Met haar emotionele, praktische en kunstzinnige betrokkenheid was zij een steun en inspiratie voor haar echtgenoot, de Nederlandse graficus Maurits Cornelis Escher, waarmee zij in belangrijke mate bijdroeg aan zijn artistieke ontwikkeling.

## Affiniteit met kunst en rol in Eschers artistieke werkzaamheden
Umiker had een grote liefde voor kunst en beschikte over zowel talent als ambitie. Ze tekende en schilderde graag, ook al had ze daarin geen les gehad. Zo is bekend dat ze aquarellen maakte. Haar werk onderscheidde zich van dat van Escher door een lossere stijl en meer kleurgebruik.
Gedurende een bezoek aan het Spaanse Alhambra-paleis in 1936 produceerde ze samen met haar man in drie dagen tijd vele schetsen van de geometrische islamitische mozaïeken aldaar. Dat zou de basis worden voor Eschers blijvende fascinatie voor deze motieven en het daaropvolgende oeuvre van optische illusies.
Over het algemeen had Jetta een significante invloed op Eschers werk en was ze een onmisbare kracht in de ontwikkeling van zijn kunstenaarschap. Zij nam praktische zorgtaken op zich – zoals financiën en het huishouden – waardoor Escher zich volledig op zijn kunst kon richten. Vooral in de onzekere jaren dertig en veertig gaf haar steun en standvastigheid Escher de rust en vertrouwen dat hem hielp in zijn artistieke bezigheden.

## Levensloop
Giulia Umiker was de oudste dochter van de Duits-Zwitserse zakenman Arturo Umiker en de Italiaanse Enrichetta Cattaneo. Arturo was geboren in het Zwitserse Aargau en volgde een opleiding in de zijdeteelt in Milaan. Daar leerde hij de in Bologna geboren Enrichetta kennen. Het echtpaar Umiker woonde in Milaan, maar in 1900 verhuisden ze naar Nachabino, een voorstad van Moskou. Daar werd Arturo directeur van drie zijdefabrieken. Dochter Jetta kreeg in Rusland nog twee zussen: Nina en Nadia.

### Russische Revolutie
De kinderen groeiden in welstand op. Het gezin had in Nachabino een groot huis met veel bedienden en ging op vakantie in Zwitserland en Italië. Toen in oktober 1917 de Russische Revolutie uitbrak, vluchtte het gezin naar Zwitserland, na tussenstops in Moskou, Sint-Petersburg, Finland, Zweden en Engeland. Gedurende de daaropvolgende jaren had het gezin geen vaste woon- en verblijfplaats. In de winter verbleven ze in Italië en de zomers werden doorgebracht in Zwitserland.

### Ontmoeting met Escher
Op 31 maart 1923 nam het gezin zijn intrek in het Albergo del Toro-hotel in het Italiaanse Ravello, waar op dat moment ook Maurits Escher verbleef. Hij maakte een aantekening in zijn dagboek over de aankomst van het gezin. In de maand daarop praatte Escher veel met vader Umiker en in die periode werd hij verliefd op Jetta. In de daaropvolgende maanden werd die liefde tussen hen uitgebouwd. Maurits was een liefhebber van Russische literatuur en vond in Jetta – die veel waarde hechtte aan Rusland, het Russische volk en aan kunst – een gelijkgezinde. Hij vond de schuwe jonge vrouw zwak van gezondheid, wat hij in verband bracht met de honger die zij een half jaar had geleden in Finland en de vele moorden die zij had gezien.
Op 12 juni 1924 trouwde de 26-jarige Jetta in het Italiaanse Viareggio met Maurits, die een klein half jaar jonger was. Op 16 juni volgde, op verzoek van Jetta, nog een kerkelijk huwelijk in een katholieke school.
Escher verbeeldde zijn echtgenote een aantal keren in zijn prenten, waaronder een vroeg portret in een houtsnede uit 1925, de twee varianten van Omhulsel (1954 en 1955) en de litho Band (1956).

### Italië
Het echtpaar vestigde zich in Italië, waar de zonen George (23 juli 1926 - 30 oktober 2018) en Arthur (8 december 1928) werden geboren. In de jaren dat het paar in Rome woonde (1925-1935) had Escher de gewoonte om elk voorjaar een reis door Italië te maken. Met enige regelmaat vergezelde Jetta hem en samen bezochten ze meerdere plekken aan de Amalfikust.
In de jaren twintig en dertig werd het Zwitserse Steckborn (niet ver van het Bodenmeer) een vaste vakantieplek voor het echtpaar Escher-Umiker en hun kinderen, waar Jetta's zus Nina en haar man Oskar Schibler waren gaan wonen. Ook maakten ze in 1936 een lange reis door Italië en Spanje, waar hun gezamenlijke werk in het Alhambra-paleis bepalend bleek te zijn voor Eschers latere optische illusoire werken. Op 6 maart 1938 werd Jan geboren, de derde zoon van Maurits en Jetta. Escher verdiende nog niet genoeg met zijn kunst om het gezin te onderhouden. Al die tijd kregen ze daarom financiële steun van zowel Maurits' ouders als die van Jetta.
Toen ze eens Carthago aandeden per stoomboot werd Escher aangezien voor een spion en gevangen genomen toen hij de stadsmuren tekende. De stoomboot gaf intussen het signaal: ze zouden bijna vertrekken. Zijn echtgenote "rende heen en weer tussen het schip en het politiebureau om te proberen haar man vrij te krijgen. Escher slaagde er uiteindelijk in om op tijd terug te keren naar het stoomschip, maar zonder zijn kostbare tekeningen, die in beslag waren genomen en nooit zijn teruggegeven."

### Via Zwitserland naar België
In 1935 verhuisde het gezin Escher naar Zwitserland, vanwege de opkomst van het fascisme, maar ook vanwege de gezondheid van hun zoons. Bij Arthur was een tuberculose-besmetting geconstateerd en een langdurig verblijf in de bergen zou hem goed doen en ook George zou er baat bij hebben. De keuze viel op Château-d'Œx, niet ver van het Meer van Genève. Twee jaar later vertrok het gezin echter alweer, nu naar het Belgische Ukkel.

### Baarn
Vanwege de Tweede Wereldoorlog en het overlijden van Maurits' ouders (in 1939 en 1940) ging het gezin in 1941 in Baarn (Nederland) wonen. In februari huurden ze een huis op Nicolaas Beetslaan 20 en vanaf 1944 woonden ze aan de Van Heemstralaan.

#### Relatiebreuk
Hoewel Maurits en Jetta zeker gelukkige tijden hebben gekend, verliep het huwelijk een stuk moeizamer in de jaren na de oorlog. Als jong meisje had Jetta een flinke knauw gekregen van de Russische Revolutie en de gedwongen vlucht van het gezin Umiker. Direct na de Tweede Wereldoorlog verloor ze in korte tijd haar vader, moeder, zwager en zus Nina. Zus Nadia was al eerder overleden. Jetta zocht steun bij het katholicisme, iets waar Escher weinig affiniteit mee had.
Voor Jetta was en bleef Nederland een vreemde wereld en omdat haar man steeds meer opging in zijn werk, kreeg ze het psychisch steeds zwaarder. Dit zou vele jaren zo blijven. Voor Escher stond zijn werk op de eerste plaats en ondanks zijn zorgen om Jetta veranderde dat niet. Dit zorgde ervoor dat Jetta uiteindelijk besloot te vertrekken naar Zwitserland. Ze was al eerder tijdelijk naar Zwitserland gegaan, waar zoon Jan intussen woonde, maar op 14 oktober 1968 nam ze de trein naar Lausanne. Ze zou niet meer bij Escher terugkeren.

### Laatste jaren
Jetta vestigde zich in Montreux en kwam eenmalig terug naar Nederland voor de begrafenis van haar man, op 30 maart 1972. Een lange tijd verbleef ze in een verzorgingshuis. Op 15 maart 1987 overleed ze op 89-jarige leeftijd in Territet, een dorp in de gemeente Montreux.